# Megaselia labellifera
Megaselia labellifera är en tvåvingeart som beskrevs av Borgmeier 1969. Megaselia labellifera ingår i släktet Megaselia och familjen puckelflugor. Inga underarter finns listade i Catalogue of Life.